# Ломеллини, Джузеппе
Джузеппе Ломеллини (итал. Giuseppe Lomellini; Генуя,1723 — Генуя, 1803) — дож Генуэзской республики.

## Биография
Родился в Генуе в 1723 году. Учился в колледже Толомеи в Сиене. Занимал должности главы муниципалитета Генуи и ответственного за доки, общественные гидротехнические сооружения, дороги, площади, мосты и порты.  
Был избран дожем 4 февраля 1777 года, 175-м в истории Генуи. Для церемонии коронации в соборе Сан-Лоренцо генуэзский Сенат заказал новую пурпурную манию, дожа приветствовал салют из пятидесяти одного пушечного выстрела вместо обычных тридцати. Во время его правления, утром 3 ноября 1777 года, случился катастрофический пожар во Дворце Дожей, за которым последовало скорое восстановление и благоустройство здания. В следующем году было принято решение о строительстве так называемой «Новейшей дороги» - ныне Via Cairoli - в центральном районе Генуи, произошла отмена некоторых экономических санкций со стороны Испании, тормозивших генуэзскую торговлю.
Его мандат завершился 4 февраля 1779 года. Был кавалером креста Мальтийского ордена. 
Он умер в Генуе в 1803 году и был похоронен в церкви Санта-Мария-де-Оригина.
Был женат на Паоле Гарибальди.